# Friedrich Anton Richter
Friedrich Anton Richter (* 1787 in Reisenmoor; † 5. Dezember 1850 in Ottersberg) war ein deutscher Verwaltungsjurist.

## Leben
Friedrich Anton Richter war Sohn des Oberförsters Christian Ludwig Richter in Reisenmoor. Er studierte seit 1806 Rechtswissenschaften an der Universität Göttingen. Richter war  Mitglied der vor dem 18. Januar 1809 heimlich bestehenden Landsmannschaft Hannovera und  Mitstifter des Corps Hannovera Göttingen am 18. Januar 1809. Nach der Gendarmen-Affäre ist er Ende August 1809 als Mitunterzeichner der „Verrufsliste“ belegt. 1813 bis 1815 nahm er an den Befreiungskriegen teil. Er trat sodann in den Staatsdienst des Königreichs Hannover ein und wurde 1818 Amtsassessor in Ahlden, 1824 versetzt in das Amt Zeven. Richter wurde 1845 Amtmann im Amt Ottersberg und verstarb als solcher. Sein Nachfolger als Amtmann in Ottersberg wurde 1851 Friedrich Wilhelm Schlüter.